# 다이아몬드를 쏴라
다이아몬드를 쏴라(Who Is Cletis Tout?)는 영국에서 제작된 크리스 베르 윌 감독의 2001년 코미디 영화이다. 크리스찬 슬레이터 등이 주연으로 출연하였고 매튜 그리맬디 등이 제작에 참여하였다.

## 출연

### 주연
- 크리스찬 슬레이터
- 리처드 드라이퍼스
- 포티아 드 로시
- 팀 알렌

### 조연
- 리차드 셰볼로
- 조셉 스코렌

## 제작진
- 공동제작: 데니스 머피
- 공동제작: 마이클 필립
- 공동제작: 에릭 샌디스
- 공동제작: 메리 조 슬래터
- 미술: 찰스 로즌
- 의상: 벳시 콕스
- 배역: 존 코머포드
- 배역: 메리 조 슬래터